# مدیرا
مدیرا (به عربی: مدیرا) یک روستا در سوریه است که در استان ریف دمشق واقع شده‌است. مدیرا ۴٬۳۰۸ نفر جمعیت دارد.